# Aliante

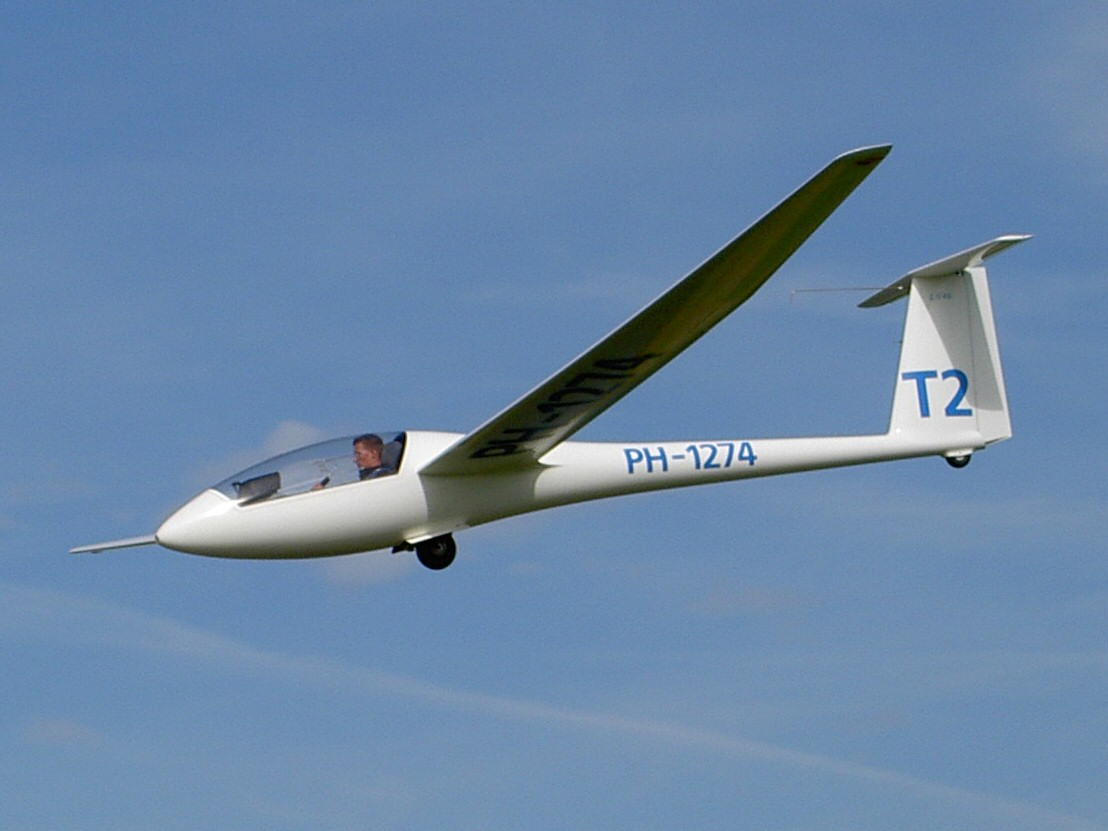
Un Rolladen-Schneider LS4

L'aliante è un'aerodina, ossia un aeromobile più pesante dell'aria, che si sostiene in volo grazie alla reazione dinamica dell'aria contro le superfici alari e il cui volo libero non dipende da un motore. Alcuni alianti, noti come motoalianti sono utilizzati per il volo libero, ma hanno dei motori che possono, in alcuni casi, essere utilizzati per il decollo o per estendere il volo. Gli alianti vengono usati principalmente a scopo sportivo, ma hanno avuto anche utilizzi militari e per la ricerca scientifica.
Gli alianti sportivi sono progettati per avere la minore resistenza aerodinamica possibile a parità di portanza e ciò viene ottenuto con ali ad alto valore di allungamento e cabine di pilotaggio strette e completamente carenate. Questi accorgimenti progettuali consentono di ottenere i più alti valori di efficienza aerodinamica tra gli aeromobili e di veleggiare per lunghe distanze e alte velocità, pur con piccole perdite di quota. Questa caratteristica è alla base della differenza tra alianti veleggiatori e libratori. Questi ultimi, infatti, hanno una modesta efficienza aerodinamica e non sono quindi in grado di effettuare lunghi voli liberi.
Dal punto di vista della classificazione in base agli organi sostentatori, raramente l'aliante viene fatto rientrare nella definizione di velivolo, ovvero un'aerodina a superficie alare fissa e sistema di propulsione propria, ciò è confermato dal punto di vista normativo dove vengono considerati velivoli solo l'aeroplano, l'idrovolante e l'anfibio.

Gli alianti si dividono a loro volta in libratori e veleggiatori. I primi alianti costruiti nella storia erano dei libratori. Dotati di una struttura più robusta dei moderni veleggiatori, erano in grado solo di planare e non erano pensati per guadagnare quota sfruttando le correnti ascensionali.
Il primo libratore italiano fu pilotato dal capitano Aldo Bellò il 4 agosto 1933 sulla cima del Monte Grappa alla presenza del generale Gaetano Giardino, maresciallo d'Italia.

## Storia
Nell'Ottocento gli alianti vennero progettati e costruiti per studiare i problemi del volo dei mezzi più pesanti dell'aria. Nel 1853 l'ingegnere inglese George Cayley costruì e sperimentò un aliante che lanciò da un pendio con a bordo il suo cocchiere; l'aliante fece una breve planata prima di schiantarsi al suolo. Cayley riuscì a realizzare il primo volo umano della storia, ma si narra che lo spaventato cocchiere lasciò subito il suo lavoro. Il tedesco Otto Lilienthal tra il 1891 e il 1896 costruì diversi modelli di aliante che sperimentò personalmente; uno dei suoi alianti, lanciato da un pendio dell'altezza di circa 20 metri, riuscì a percorrere circa 300 metri prima di atterrare. Nel 1857 il francese Jean-Marie Le Bris usando un carro trainato da un cavallo riuscì a fare alzare in volo un aliante da un terreno pianeggiante; l'aliante atterrò delicatamente dopo avere percorso qualche decina di metri. Nel 1896 il francese Octave Chanute costruì un aliante molto maneggevole, che percorse circa 110 metri prima di atterrare dolcemente. L'aliante di Chanute fu preso a modello dai fratelli Wright per la realizzazione del loro aeroplano a motore. In seguito l'aliante venne utilizzato a scopo prettamente sportivo, anche se durante la seconda guerra mondiale venne usato anche a scopi militari.

## Uso dell'aliante

### Uso bellico
Durante la seconda guerra mondiale furono utilizzati alianti per il trasporto delle truppe speciali in posizione avanzata rispetto alle linee nemiche. Ciò era possibile grazie alla silenziosità di questi mezzi che ne rendeva difficile l'individuazione. Essi venivano trainati fino ad una certa quota e una certa distanza dall'obiettivo e, una volta sganciati, planavano fino al punto di atterraggio, spesso improvvisato, in cui venivano abbandonati.
L'impiego dei cosiddetti "alianti d'assalto" fu intenso da parte delle forze tedesche, per portare a termine alcune azioni di guerra.
Oltre all'elemento strategico della sorpresa dovuto al volo silenzioso, l'utilizzo dell'aliante consentiva di sbarcare una squadra compatta e già equipaggiata pronta a entrare in combattimento. Il lancio di paracadutisti presentava invece l'inconveniente del rumore da parte degli aerei da trasporto, e le truppe erano esposte al fuoco nemico durante la discesa con il paracadute. Inoltre, una volta a terra la squadra doveva riunirsi, organizzarsi, raccogliere gli equipaggiamenti e successivamente iniziare il combattimento. Ciò si rendeva particolarmente difficile in caso di lanci notturni o errati, in cui i reparti venivano sparpagliati su una vasta area. L'aliante, se sapientemente condotto, poteva invece arrivare silenziosamente e rovesciare sul posto una squadra compatta già pronta ad entrare in azione.
In seguito, l'uso in guerra di questi mezzi fu abbandonato. Ai tempi della Guerra di Corea, infatti, il ruolo militare dell'aliante fu assunto dall'elicottero, che aveva il vantaggio di poter eseguire anche missioni di "estrazione".

### Uso sportivo

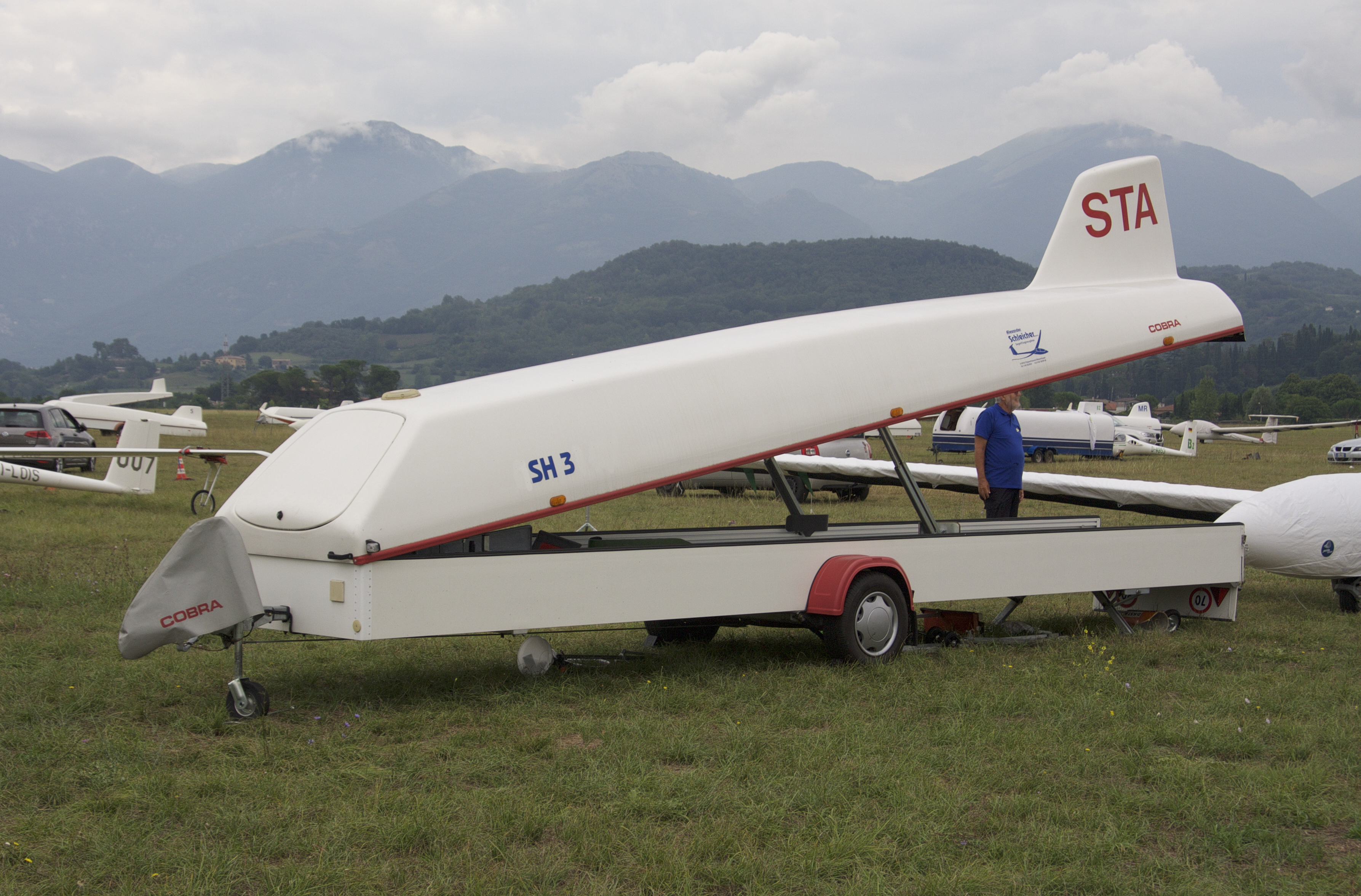
Carrello per il trasporto di aliante

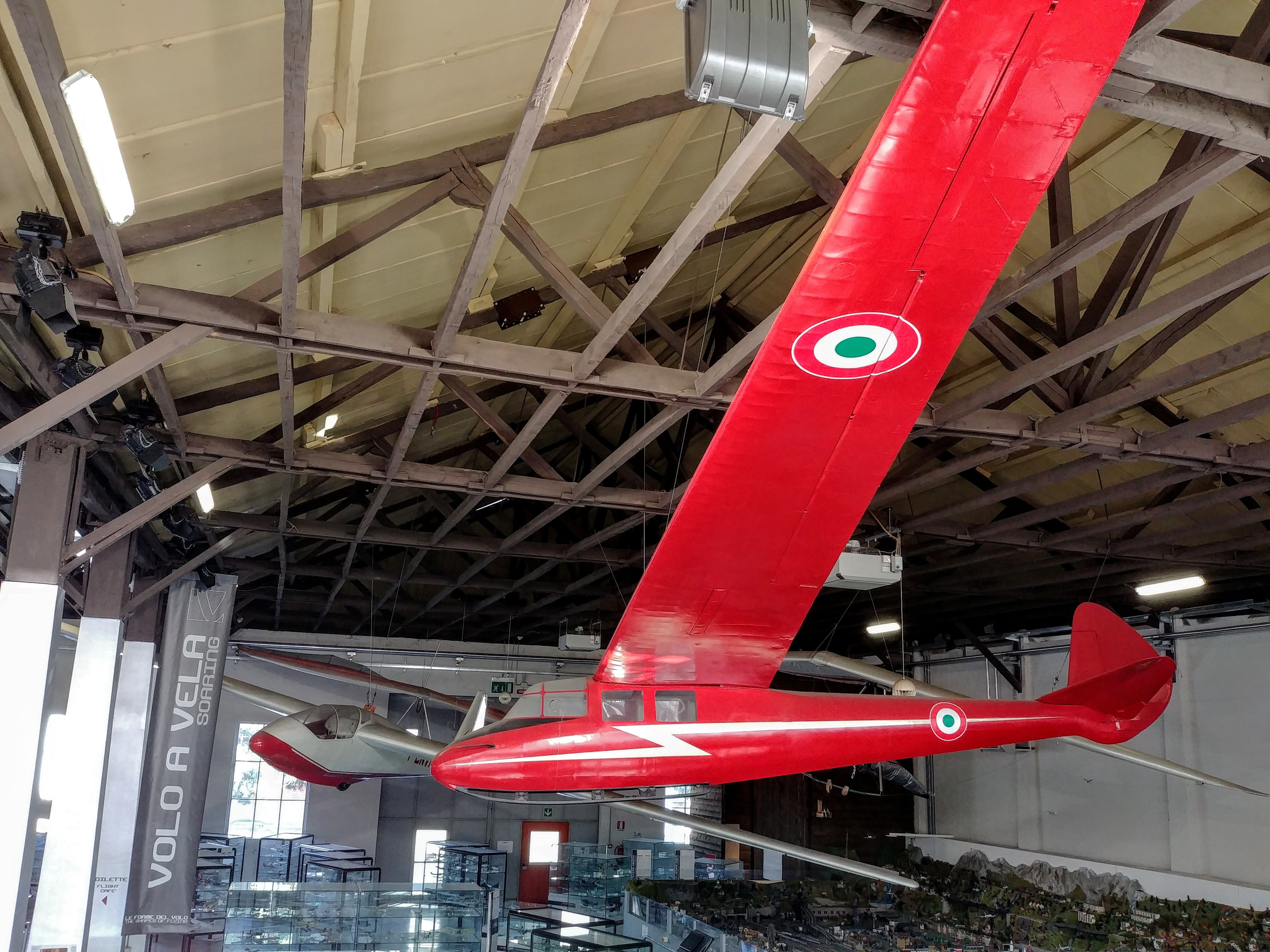
Aliante CVV 6 Canguro esposto al Parco Museo di Volandia

Dopo il volo del primo aereo a motore ad opera dei fratelli Wright, l'aliante è stato considerato soprattutto un mezzo per il volo sportivo. Ed è questo il suo principale uso oltre a quello didattico. Esistono infatti diverse competizioni di volo a vela in tutto il mondo di varie tipologie e classi. La FAI è l'autorità che disciplina gli sport aeronautici ed è essa che raccoglie i vari record, suddivisi a seconda della "classe" degli alianti e della tipologia del primato (distanza, velocità, durata in volo, altitudine massima raggiunta, ecc.).
Le classi sportive di alianti sono:
- Standard: apertura alare di 15 metri, assenza di flap, serbatoi d'acqua ammessi.
- 15 Metri: apertura alare di 15 metri, flap e serbatoi d'acqua consentiti.
- 18 Metri: apertura alare di 18 metri, flap e serbatoi d'acqua consentiti.
- Open: unica restrizione il peso massimo al decollo di 850 kg.
- Biposto: apertura alare massima di 20 metri, due posti di pilotaggio.
- Club: classe che comprende diversi vecchi modelli di aliante. I punteggi nelle competizioni vengono assegnati secondo diversi fattori di handicap, a seconda delle prestazioni dell'aliante.
- World: classe rappresentata da un solo tipo di aliante, il PW-5, progetto che è stato scelto dalla FAI in occasione di un concorso indetto dalla stessa Federazione, per un tipo di aliante dalle limitate prestazioni, di basso costo e dalla facile tecnica di pilotaggio, anche per i piloti meno esperti.

## Tecniche di pilotaggio dell'aliante
L'aliante richiede, per la sua particolarità, un tipo di licenza differente rispetto a quella per il pilotaggio degli aeromobili a motore. Questo tipo di licenza è chiamata SPL (Soaring Pilot Licence) e corrisponde, per quanto riguarda alcune nozioni teoriche richieste, alla licenza PPL per il volo a motore.
L'aliante che atterra in un sito diverso da quello di partenza e più in generale non atterra in un campo di atterraggio si dice che ha effettuato un atterraggio fuoricampo.

### Tecniche di decollo
Si possono distinguere due procedure diverse per il decollo di un aliante veleggiatore:

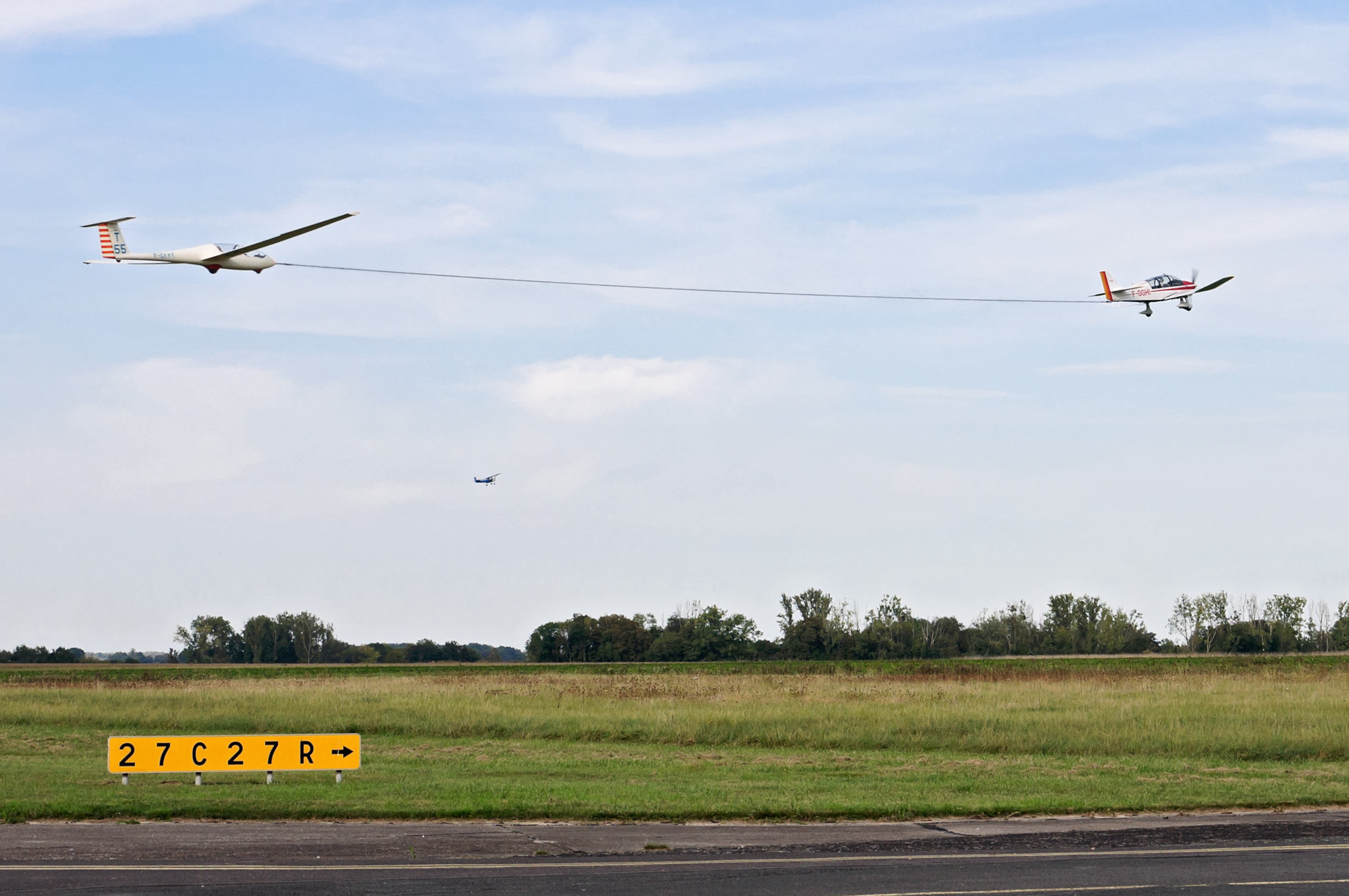
Aliante Grob G 103 Twin Astir II in decollo trainato da un aereo Robin DR400

#### Traino aereo
In questo caso l'aliante è trainato da un aereo tramite un cavo lungo dai 30 ai 60 m (uno degli apparecchi più impiegati per questo scopo è il Robin DR400, 4 posti e 180 CV). Al raggiungimento della quota desiderata che può variare, soprattutto a seconda delle condizioni meteorologiche, tra i 400 e i 1000 m, l'aliante si sgancia dal cavo e comincia la lenta discesa in planata verso un aeroporto oppure alla ricerca delle correnti ascensionali per rimanere in volo. Durante il traino aereo è necessario che il pilota manovri l'aliante con particolare attenzione ad ogni movimento del trainatore, e che ne segua scrupolosamente l'inclinazione alare specialmente durante la virata, e che si posizioni ad una certa altezza rispetto ad esso per non disturbarne l'assetto o entrare nella sua scia. Esistono delle specifiche procedure di emergenza che, in caso di rottura del cavo o necessità da parte del trainatore di interrompere il traino, prevedono differenti manovre da effettuarsi a seconda dell'altezza dal suolo alla quale si trovasse l'aliante al momento dell'emergenza. Sia l'aliante che il trainatore sono dotati di un meccanismo di sgancio meccanico. Anche l'attività di traino richiede una specifica abilitazione da parte del pilota trainatore, data la particolarità di questa attività rispetto alle normali operazioni su aerei a motore.
Anche il pilota dell'aliante deve essere in possesso di abilitazione.
Durante la fase di traino, ovvero dal momento dell'allineamento su pista sino allo sgancio, il "complesso" dei due velivoli viene considerato ai fini del traffico aereo come un "unico velivolo" con comandante il pilota dell'aereo-traino.

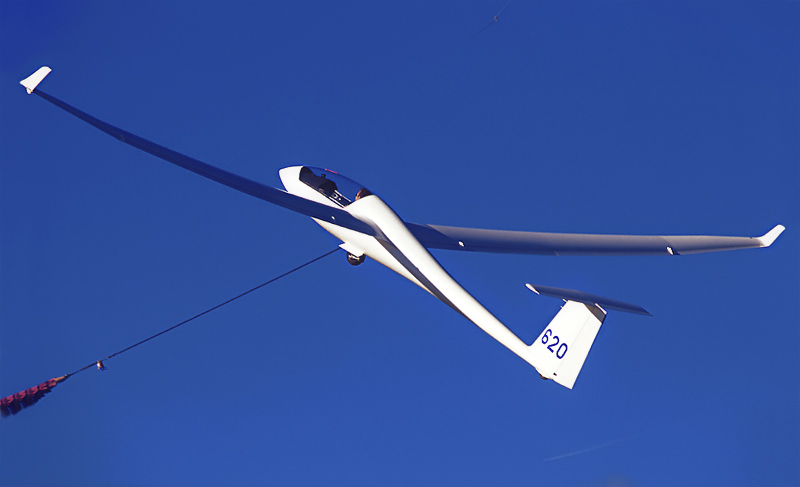
Aliante trainato dal verricello

#### Traino al verricello
Mediante un verricello, azionato da un potente motore (tra 200 e 400 CV), che avvolge un cavo metallico che può essere lungo anche 1,5 km, l'aliante viene trainato lungo la pista fino a raggiungere la velocità di decollo alla quale alza il muso cominciando la salita. Raggiunta la quota massima, all'incirca la metà della lunghezza del cavo, si sgancia per proseguire il volo in planata o alla ricerca di termiche. Questo metodo consente di raggiungere quote minori e richiede maggiore attenzione rispetto al traino aereo sia da parte degli assistenti a terra che da parte del pilota; ha notevoli vantaggi in termini di tempo e di spesa: mentre un traino aereo costa tra i 20 e i 50 euro, un traino al verricello costa al massimo 10 euro. L'uso del verricello richiede un'abilitazione specifica.

Il rischio maggiore è rappresentato dalla rottura del cavo durante le prime fasi di traino: durante la salita l'aliante è in un assetto piuttosto cabrato e, mancando la trazione del verricello, rischierebbe di entrare in uno stallo profondo o in vite, condizioni entrambe molto pericolose. Risulta inoltre particolarmente difficoltoso il mantenimento dell'assetto orizzontale, in quanto la forte cabrata impedisce al pilota di avere visuale dell'orizzonte.

#### Altre tecniche di traino

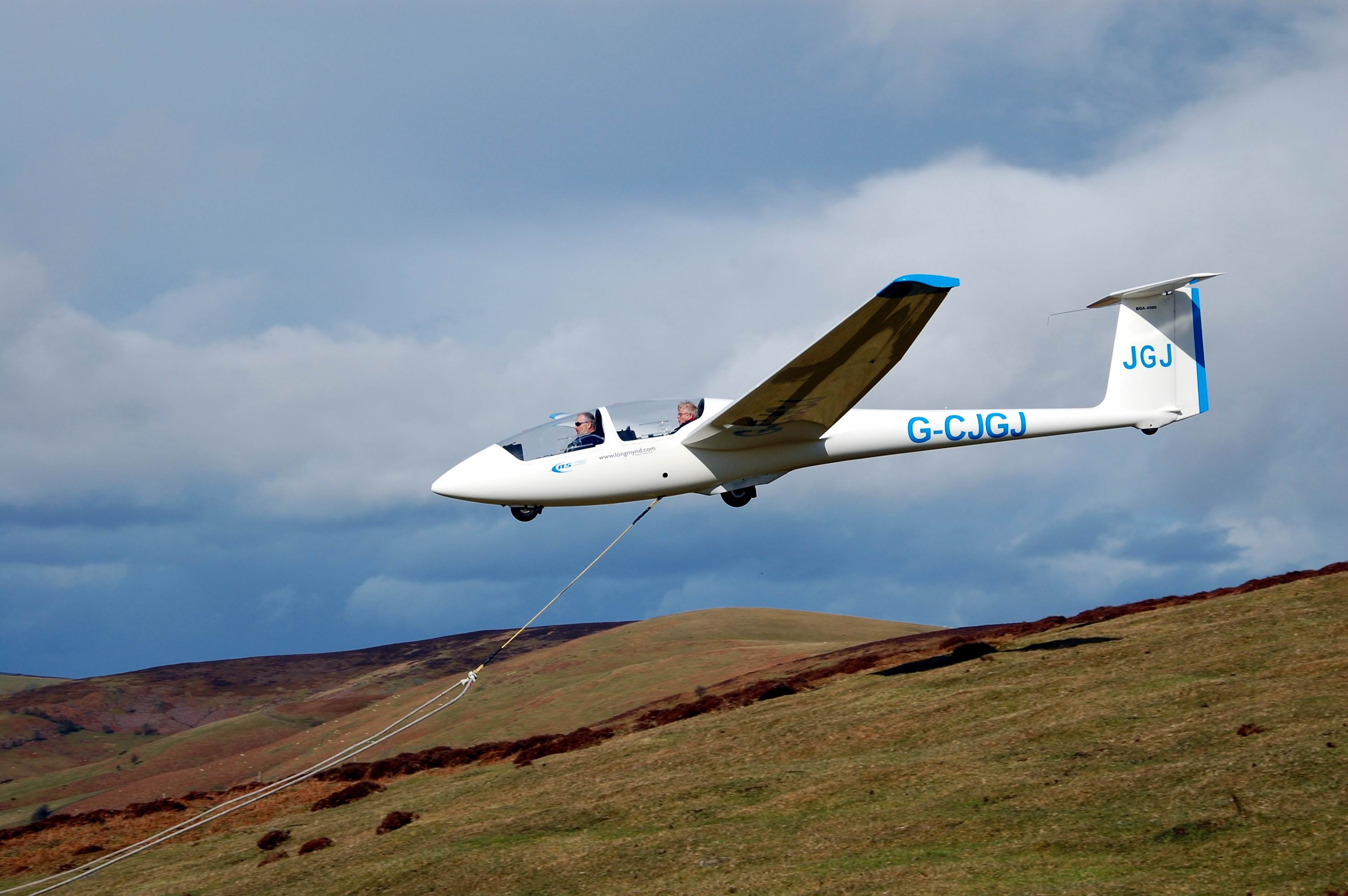
Lancio dal pendio al Midland Gliding Club di Long Mynd

Durante i primi anni del Volo a vela, soprattutto con alianti libratori più leggeri, si sono usate altre tecniche di lancio, come il lancio con elastico o il traino da autoveicolo, o ancora il lancio da pendio. Queste tecniche sono ad oggi raramente utilizzate, poiché richiedono condizioni particolari per poter essere utilizzate. Il traino da autoveicolo, ad esempio, richiede una pista di decollo di almeno 1,5 km e un buon vento frontale per poter sollevare l'aliante di circa 400 metri dal suolo.

### Il veleggiamento

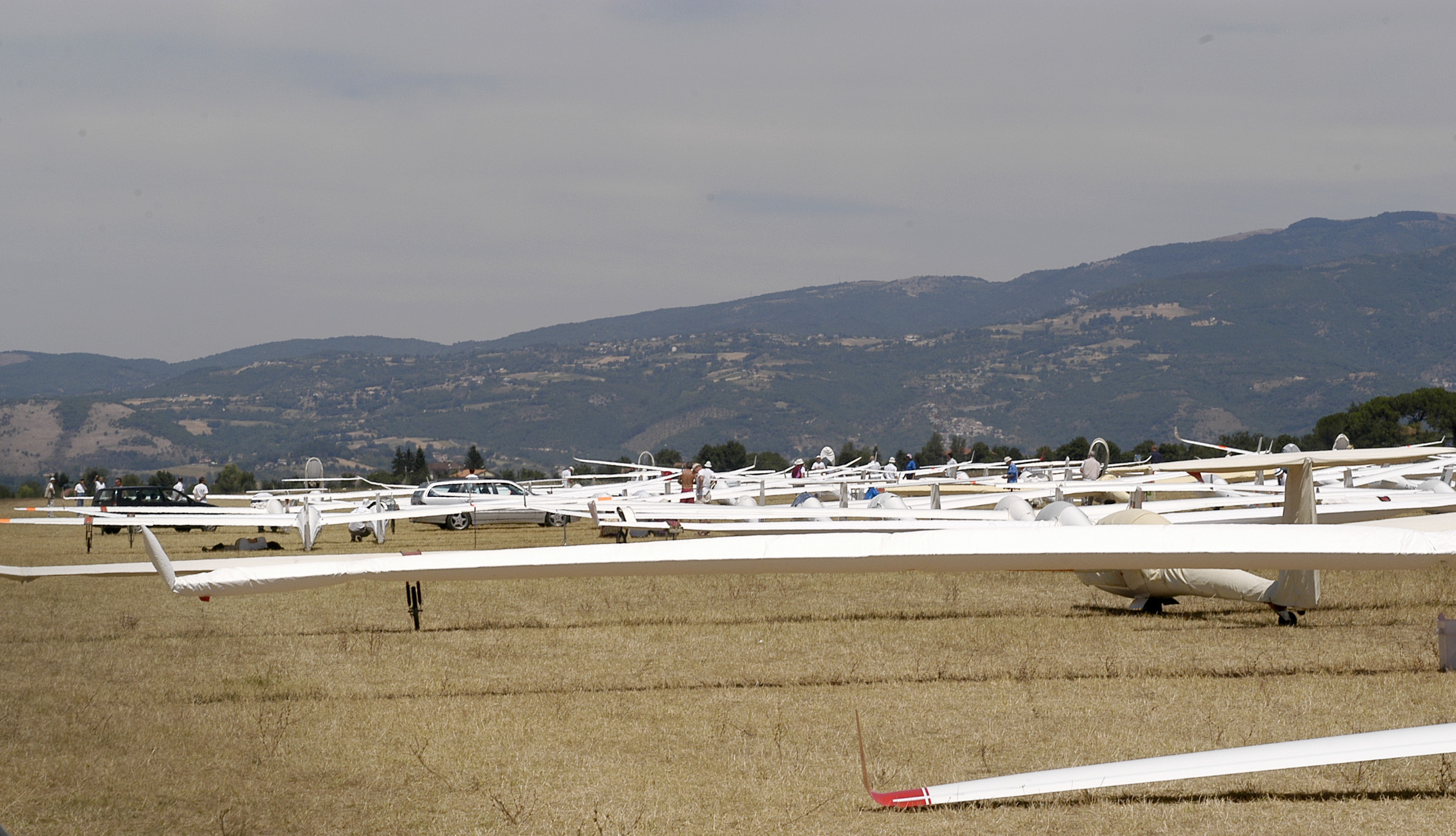
Alianti in attesa della partenza per una competizione internazionale

L'aliante veleggiatore, essendo sprovvisto di propulsione, è obbligato a scendere rispetto all'aria circostante, affinché la componente del peso lungo la traiettoria sia "uguale o superiore" alla resistenza aerodinamica totale del velivolo. Tuttavia in alcune condizioni si verificano correnti ascensionali tali da permettere all'aliante di "salire rispetto al terreno, pur continuando a scendere rispetto all'aria", la quale sale con velocità maggiore. Questo tipo di correnti possono essere di varia natura e il pilota esperto analizza prima e durante il volo le condizioni meteorologiche per stabilirne la possibile presenza mediante, per esempio, l'osservazione delle nuvole. Grazie a questi fenomeni è possibile stabilire notevoli quote e distanze.
Data la forma quasi cilindrica delle correnti ascensionali termiche, gli alianti che salgono all'interno di esse devono eseguire un movimento a spirale, cioè in continua virata. Per convenzione, il senso di rotazione all'interno di una stessa termica occupata da più alianti è deciso dal primo di essi che entri in spirale.

Quando gli alianti non si trovano in spirale o in altre fasi particolari del volo, effettuano generalmente planate rettilinee verso un'altra ascensione o un punto determinato. Questa fase del volo è detta in gergo "traversone".

## Caratteristiche dell'aliante

### Parti dell'aliante
Dell'aliante si distinguono la fusoliera, le superfici aerodinamiche, l'abitacolo ed il pannello strumenti, la "cappottina", il gancio di traino, le prese aerodinamiche (Pitot e presa statica), il carrello d'atterraggio e l'eventuale pàttino. Il carrello, generalmente monotraccia è, in alcuni alianti, retraibile al fine di diminuirne l'impatto negativo sulla resistenza.
Come ogni aereo l'aliante è dotato di:
- Superfici di controllo mobili: alettoni, timone di profondità, timone direzionale.
- Superfici di stabilità fisse: stabilizzatore per la stabilità longitudinale, deriva per la stabilità direzionale.
- Superfici di portanza: le due semiali.
- Flap: su alcune categorie di alianti vengono utilizzati per aumentare la curvatura del profilo al bordo d'uscita dell'ala al fine di aumentarne la portanza (e quindi anche la resistenza). Essi vengono utilizzati con angoli positivi durante la spirale in una corrente ascensionale o durante l'atterraggio, mentre vengono usati con angoli negativi (rispetto alla corda alare) per raggiungere la massima velocità durante i "traversoni".

Sono inoltre presenti delle superfici mobili chiamate diruttori di flusso o semplicemente diruttori, che hanno la funzione, se azionati, di ridurre drasticamente la portanza delle due semiali, quando sia necessaria una rapida discesa senza aumentare la velocità, ad esempio durante l'atterraggio. Queste superfici, generalmente perpendicolari al flusso dell'aria sulle ali, spuntano solo sul dorso dell'ala o su entrambe le parti, quando viene azionata la rispettiva leva (di colore blu) e tendono a ritrarsi quando il pilota non esercita più alcuna azione su di essa.

### Efficienza
Caratteristica costruttiva assai importante di un aliante è l'elevata efficienza aerodinamica, raggiunta mediante l'adozione di profili concavo-convessi laminari, che offrono il miglior compromesso tra resistenza e portanza e, più recentemente, delle cosiddette winglets che riducono la resistenza indotta.
Altro fattore di elevata importanza è l'efficienza totale del velivolo indicata anche come "rapporto di planata". Essa è uguale al "rapporto" tra la "quota" necessaria affinché l'aliante percorra una certa distanza "in aria calma" (assenza di vento), e la "distanza" stessa. Gli alianti moderni hanno efficienza superiore a 30 (30 km percorsi partendo da 1000 metri di quota), e modelli con caratteristiche aerodinamiche particolarmente sofisticate raggiungono un'efficienza di 60.

La velocità alla quale si raggiunge l'efficienza massima è detta, appunto, "velocità di massima efficienza" e varia proporzionalmente al peso dell'aliante. Variazioni di peso, tuttavia, "non influiscono" sull'efficienza dello stesso, ma riducono un altro tipo di efficienza, cosiddetta "efficienza oraria massima", ovvero il rapporto tra il tempo che l'aliante in planata può rimanere in volo e la quota persa: per esempio un aliante che perdendo 1000 m rimane in volo per mezz'ora (1800 s) ha un'"efficienza oraria massima" pari a 1,8 s/m o se vogliamo di 0,5 h/km.

## Record
L'aliante più grande mai costruito è il Flugtechnik & Leichtbau eta, con 30 metri di apertura alare e efficienza massima di oltre 70. L'aliante più leggero, con il quale si può decollare "a piedi", è lo SWIFT Light della società belga Aeriane.
Esistono inoltre particolari tipi di velivoli, chiamati alianti a motore o motoalianti.

## Modelli di aliante
- Briegleb BG-12
- Glaser-Dirks DG-300
- LET L 13 Blaník
- Schempp-Hirth Discus
- Schleicher ASG 32
- Antonov A-9
- Antonov A-11 A-13 A-13M
- Antonov A-15

### Prototipi di aliante
- CVV-6 Canguro (1941) progettato da Ermenegildo Preti nell'ambito del Centro per il Volo a Vela del R. Politecnico di Milano
- CVT-1 Zigolo (1954)
- CVT-2 Veltro (1961) realizzato dai fratelli Alberto e Piero Morelli nell'ambito del CVT (Centro Volo a Vela del Politecnico di Torino)
- Aerotec Urubú (1978) biposto da addestramento realizzato dall'azienda brasiliana Aerotec